# 11 Trianguli
11 Trianguli en orange jätte i stjärnbilden Triangeln. 
11 Tri har visuell magnitud +5,55 och befinner sig på ett avstånd av ungefär 280 ljusår.